# Amorots-Succos
Amorots-Succos é uma comuna francesa na região administrativa da Nova Aquitânia, no departamento dos Pirenéus Atlânticos. Estende-se por uma área de 14,8 km². Em 2010 a comuna tinha 230 habitantes (densidade: 15,5 hab./km²).